# Загайный, Павел Алексеевич
Павел Алексеевич Загайный (18 декабря 1918 — 12 февраля 2018) — советский военный лётчик и военачальник, генерал-лейтенант авиации.

## Биография
Окончил Писаревщанский зоотехникум и Краснодарское военно-авиационное училище летчиков-наблюдателей.
После окончания обучения лейтенант Загайный был направлен для прохождения дальнейшей службы в 205-ю отдельную авиационную эскадрилью при 5-м кавалерийском корпусе Киевского военного округа.

## Участие в Великой Отечественной войне
В войне участвовал с 22 июня 1941 года. 25 августа 1941 года попал в авиакатастрофу при взлете самолета Р-5 с аэродрома Кальчиновка. В должности штурмана звена 136-го ночного бомбардировочного авиационного полка лейтенант Загайный совершил 48 успешных боевых вылетов (из них 30 ночных), за проявленные при этом мужество и героизм 6 ноября 1941 года приказом военного совета Юго-Западного фронта был награждён орденом Красной Звезды.
После расформирования полка в начале 1942 года, Загайный был отправлен на освоение новой техники — бомбардировщика Пе-2.
С декабря 1942 года по февраль 1943 года помощник по воздушно-стрелковой службе командира 224-го бомбардировочного авиационного полка старший лейтенант Загайный совершил 8 успешных боевых вылетов и обеспечил 227 успешных боевых вылетов своего полка на Донском фронте и в апреле-мае 1943 года совершил 4 успешных боевых вылета и обеспечил 89 успешных боевых вылетов своего полка на Северо-Кавказском фронте. За успешное выполнение заданий командования 10 июля 1943 года награждён орденом Красного Знамени. В одном из боевых вылетов, при вынужденной посадке самолета, получил тяжелую травму и был отправлен в госпиталь.
После возвращения в строй, гвардии капитан Загайный был назначен помощником по воздушно-стрелковой службе командира 125-го гвардейского бомбардировочного авиационного Борисовского полка 4-й гвардейской БАД. Участвуя в освобождении Белоруссии, Восточно-Прусской операции и взятии Кёнигсберга совершил несколько боевых вылетов в составе экипажа заместителя командира полка гвардии майора Е. Д. Тимофеевой.
За годы войны гвардии майор Загайный выполнил 114 боевых вылетов, из них 65 вылетов ночью.

## Дальнейшая служба
В 1950 году окончил командный факультет Краснознамённой Военно-воздушной академии и в 1957 году Высшую военную академию им. К. Е. Ворошилова. Служил в штабе 4-й Краснознаменной воздушной армии.
В 1970—1972 годах в звании генерал-майора авиации — старший советник штаба ВВС Объединенной Арабской Республики. За отличное выполнение специального задания командования был награждён вторым орденом Красного Знамени и египетским орденом Республики.
В 1972—1976 годах возглавлял кафедру оперативного искусства Военно-воздушной академии имени Ю. А. Гагарина. 
С 1976 года генерал-лейтенант авиации Загайный в отставке.
В отставке активно участвовал в общественной жизни, являлся членом и председателем совета ветеранов Монино.
Похоронен на Федеральном военном мемориальном кладбище.